# 1787 en littérature
| Années de la littérature : 1784 - 1785 - 1786 - 1787 - 1788 - 1789 - 1790    |
| Décennies de la littérature : 1750 - 1760 - 1770 - 1780 - 1790 - 1800 - 1810 |

Cet article présente les faits marquants de l'année 1787 en littérature.

## Événements
- 15 janvier : Ann Ward épouse William Radcliffe à Bath[1].

- 26 mai : parti d'Amérique le 26 avril, Thomas Paine débarque au Havre ; il est à Paris le 30 mai et présente le 21 juillet un projet de pont métallique à l'académie des sciences. Il réside en Europe, en France et en Angleterre, jusqu'au 2 septembre 1802[2],[3].
- 1er juin  : Proclamation For the Encouragement of Piety and Virtue (en) du roi George III[4].
- 23 juin-8 juillet : incarcéré à la Bastille, le Marquis de Sade écrit Les Infortunes de la vertu[5].
- 20 juillet :  Friedrich Schiller se rend à Weimar[6].

- 27 octobre - 16 août 1788 : parution dans la presse d'une série de 85 articles, The Federalist Papers (« Les Papiers fédéralistes »)  écrits par James Madison, Alexander Hamilton et John Jay sous le pseudonyme collectif de Publius[7].

- Charles Georges Thomas Garnier crée la première collection consacrée à la littérature de l'imaginaire sous le titre de « Voyages imaginaires, songes, visions et romans cabalistiques »[8].

## Parutions
- Août : Lavoisier, Guyton-Morveau, Berthollet et Fourcroy, Méthode de nomenclature chimique, Paris, Gaspard-Joseph Cuchet, 1787 (présentation en ligne), ouvrage majeur de l'histoire de la Chimie.

- Anton Bernolák, Disertatio philologico - critica de litteris Slavorum : Linguae slavonicae per Regnum Hugariae usitatae compendiosa simul et facilis orthographia, Bratislava, 1787. Il propose une codification complète de la langue slovaque littéraire inspirée du dialecte de la Slovaquie de l'Ouest[9].
- Quobna Ottobah Cugoano, Thoughts and sentiments on the evil and wicked traffic of the slavery and commerce of the human species (présentation en ligne) (« Pensées et sentiments sur l’inique et funeste traite des Noirs »), première œuvre rédigée par un noir, un ancien esclave né en pays fanti au Ghana et vendu aux Antilles.
- Mary Wollstonecraft, Thoughts on the Education of Daughters : with reflections on female conduct, in the more important duties of life, London, Joseph Johnson, 1787 (présentation en ligne) (« Pensées sur l'éducation des filles : avec des réflexions sur la conduite des femmes, dans les devoirs les plus importants de la vie »).
- Jean-Baptiste Louvet de Couvray, Les Amours du chevalier de Faublas, vol. 1, Paris, Ambroise Tardieu, 1787 (présentation en ligne), roman-mémoires publié en trois parties de 1787 à 1790 (suivent Six semaines de la vie du chevalier de Faublas en 1788 et la Fin des amours du chevalier de Faublas en 1790).

## Naissances
- 15 décembre  – Charles Cowden Clarke, auteur anglais († 13 mars 1877)

## Décès
- 29 mars : Charles Desprez de Boissy, écrivain français.